# Flora (Quedlinburg)

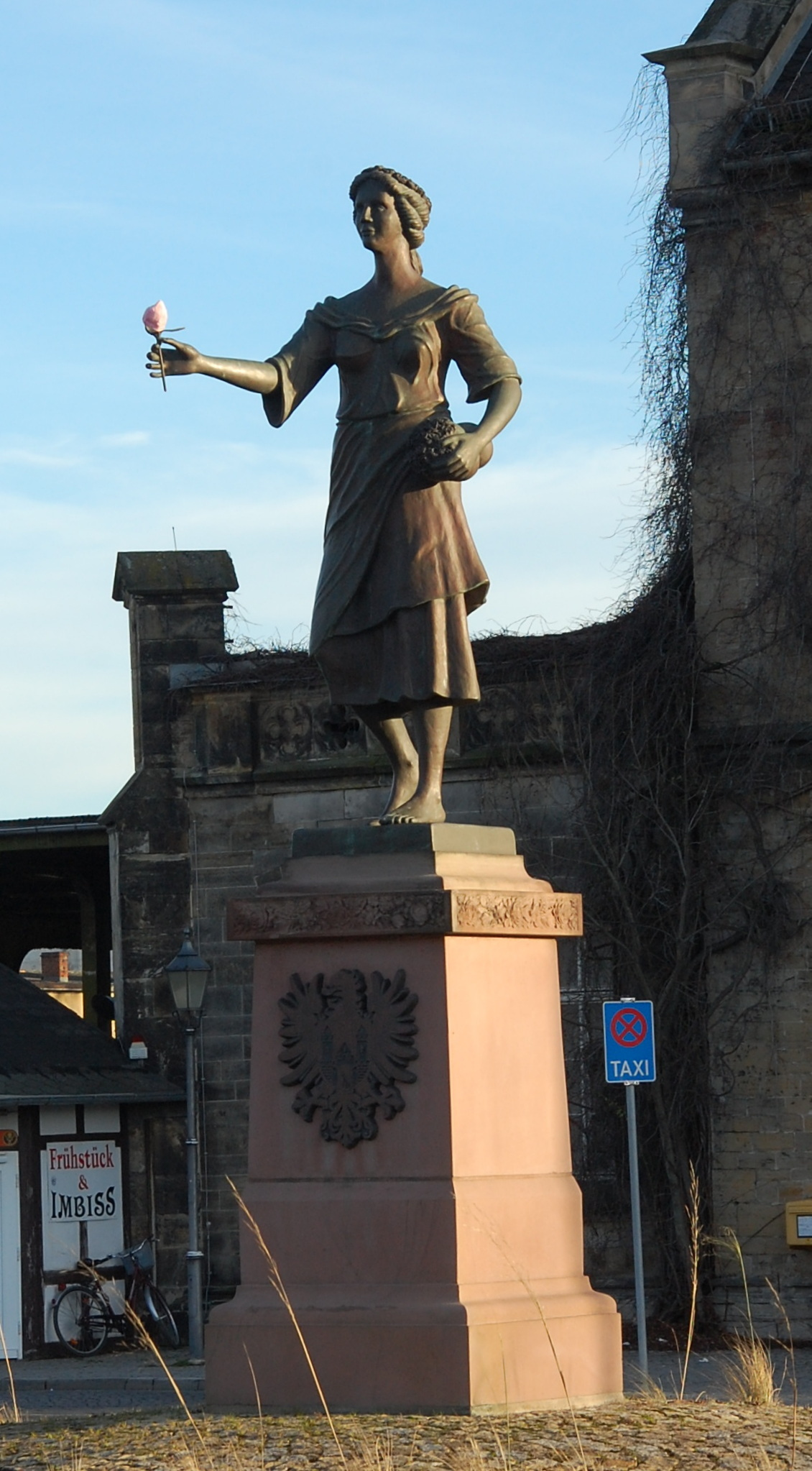
Flora

Die Flora ist ein Denkmal in der Stadt Quedlinburg in Sachsen-Anhalt. Die Statue erinnert an die Geschichte Quedlinburgs als wichtiger Standort für Blumen- und Saatzuchtunternehmen.

## Lage
Das Denkmal befindet sich auf dem Bahnhofsplatz, östlich der historischen Quedlinburger Neustadt. Das Denkmal steht auf einem Sockel in der Mitte eines Kreisverkehrs, auf den die Bahnhofstraße, die Rathenaustraße und der Harzweg einmünden.

## Geschichte
Die Statue wurde ursprünglich im Jahr 1901 aufgestellt. Die aus Bronze gegossene Figur stellt die römische Göttin Flora, die Göttin der Blumen und Blüten dar. In der rechten Hand hält die Statue eine Rose. Während des Zweiten Weltkriegs wurde die Flora 1944 demontiert und für Rüstungszwecke eingeschmolzen.
1998 machte der Quedlinburger Mittelalterverein „Das Bergvolk“ auf die Geschichte der Statue aufmerksam und regte eine erneute Aufstellung an. Tatsächlich wurde dann im Jahr 2001, 100 Jahre nach der erstmaligen Aufstellung, eine neue Flora errichtet. Der Guss der zwei Meter großen Figur erfolgte in der Berliner Kunst- und Bronzegießerei Frank Herweg. An der nahegelegenen Brücke über die Bode befindet sich eine Tafel, die die Geschichte der Flora erläutert.
Die neugegossene Flora ist nicht im Quedlinburger Denkmalverzeichnis eingetragen.